# Српска православна црква у Стајићеву
Српска православна црква у Стајићеву, месту у општини Зрењанин, подигнута је 1934. године, под заштитом је државе и има статус споменика културе од великог значаја.

## Изглед цркве
Црква у Стајићеву је посвећена Успењу Пресвете Богородице, подигнута по пројекту архитекта Ђорђа Табаковића, по узору на српску средњовековну архитектуру. Аутор је пројектовао монументални храм са три куполе, имитирајући византијски начин градње према захтевима тзв. "националног стила". Основа цркве ипак одговара традицији православних подунавских богомоља као једнобродна грађевина са плитким испустима за певнице и куполом над солејом. Западно прочеље ојачано је проширењима над којима су, уместо звоника, саграђене две куполе.

## Иконостас
Олтарска преграда је ниска и стилски нејединствена, јер је настала независно од икона и резбарија њихових оквира. Царске двери, престоне иконе, пророци и Распеће пренете су са иконостаса сликаног за цркву у Орловату, дело Димитрија Поповића из 1772. године, а остатак који чине празничне иконе и апостоли, данас се налази у Народном музеју у Београду. Један број целивајућих икона такође се приписује Поповићу, или неком од његових следбеника.

## Галерија
- Јужна фасада
- Улаз у порту
- Источна фасада
- Иконостас
- Ентеријер